# Kobří efekt
Kobří efekt (též efekt kobry či kobra efekt) je označení pro situaci, kdy pokus o řešení problému stav ještě zhorší: Zde pro populace zvířat. Jde o příklad nezamýšlených následků. Pojem se používá k ilustraci případu nesprávné stimulace v hospodářství a politice. V roce 2001 napsal německý ekonom Horst Sieber stejnojmennou knihu.

## Případ

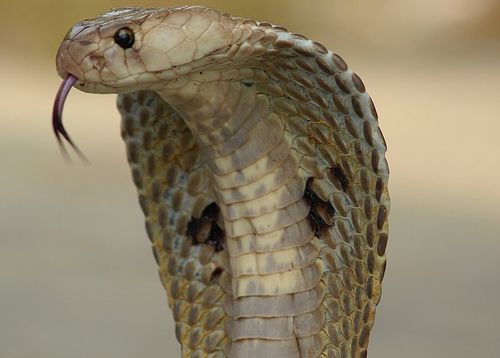
Indická kobra

Pojem kobra efekt pochází z anekdoty z doby Britské Indie. Britskou vládu znepokojovaly počty jedovatých kober v Dillí. Proto nabídla odměny za každou mrtvou kobru. Zpočátku to byla úspěšná strategie, kdy byl velký počet hadů zabit za odměnu. Později však podnikaví lidé začali kobry chovat, aby za jejich zabití pak dostali zaplaceno. Po zjištění skutečného stavu vláda projekt zastavila a chovatelé kober jedovaté hady vypustili na svobodu. Populace divokých kober tak dokonce vzrostla. Zdánlivě účinné řešení problému tak situaci ještě zhoršilo.

## Další příklady
Podobný případ se stal ve vietnamské Hanoji pod francouzskou koloniální vládou. Režim zde vytvořil program odměn za každou zabitou krysu. Aby lidé odměnu získali, měli jako důkaz přinést useknutý krysí ocas. Koloniální úředníci poté v Hanoji zaznamenali krysy bez ocasu: Vietnamští lovci krys je chytali, usekli jim ocas, a místo aby je zabili, opět je vypustili do kanalizace, kde se mohly dále množit, čímž se jejich počet dále zvyšoval. Šlo tedy již o selhání záměru úředníků, stále však ne o zhoršení situace. Pak však „začala místní policie objevovat krysí farmy, na nichž byli hlodavci cíleně chováni“, což vedlo k nárůstu populace krys a tedy již k naprostému opaku původního záměru: ke dvojímu selhání.
Historik Michael Vann tvrdí, že případ s kobrami v Britské Indii nejde prokázát, ale záležitost s krysami ve Vietnamu je prokazatelná a tudíž by se název jevu měl změnit na „krysí efekt“.
Podobné případy, kdy odměna za hubení zvířat vedla k nárůstu jejich populace, byly zaznamenány i s divokými prasaty v Georgii či potkany v Jihoafrické republice.
Efekt selhání záměru při motivaci odměnou tedy hrozí obecně: Dokonce i mezi delfíny, kteří se rychle naučili dělit kousky posbíraného smetí na více částí a získat tak více kusů ryb, když byli odměňováni podle počtu kusů smetí, a ne jejich velikosti či hmotnosti.

## Poučení
Americký humorista Mark Twain k tomu napsal: „Nejlepší způsob, jak zvýšit počet vlků v Americe, králíků v Austrálii a hadů v Indii, je platit za jejich hubení. Každý patriot je ihned začne chovat.“